# Глюк, Эрнст
Иога́нн Эрнст Глюк (нем. Johann Ernst Glück, латыш. Ernsts Gliks; 10 ноября 1652, г. Веттин близ Галле, Саксония, Священная Римская Империя — 5 мая 1705, Москва, Россия) — немецкий лютеранский пастор и богослов, педагог и переводчик Библии на латышский и русский языки.

## Биография
Родился в городе Веттине близ Магдебурга, в семье лютеранского пастора. Учился в гимназии в Альтенбурге, затем изучал богословие в Виттенбергском и Лейпцигском университете.
В 1673 году переселился в Видземе, Лифляндия, для проповеднической деятельности. В то время Видземе принадлежало Швеции, в которой началось самостоятельное правление короля Карла XI. Усиление активности лютеранских кругов, выступающих с широкой программой культурной деятельности, направленной в том числе на религиозное просвещение, сделало актуальным вопрос о быстром и надёжном переводе Библии на латышский язык. Глюк не был готов к выполнению этой задачи, связанной со знанием древнееврейского и греческого языков, и уезжает в Германию, где в Гамбурге изучает древние языки под руководством знаменитого ориенталиста Ездры Эзарда (Esdras Edzardus).
В 1680 году он возвращается в Лифляндию, в том же году он был рукоположён в пасторы при гарнизоне Динамюнде, перевел Большой катехизис, затем взялся за перевод Библии. В 1683 году оканчивает перевод Нового завета и назначается пастором в Мариенбург (совр. г. Алуксне в Латвии). Просветительская деятельность Глюка не ограничивалась только переводом Библии, им были организованы школы, в которых латышские дети смогли получать образование на родном языке, а затем преподавать в приходах, где он был пробстом. В Мариенбурге он учредил народную школу и начал хлопотать об учреждении при пробстских приходах школ для подготовки учителей. По его инициативе была открыта также русская школа для детей старообрядцев, бежавших от преследований из России.
В Мариенбурге в его доме в качестве служанки или приёмной дочери (по принятой в доме Романовых официальной версии — в качестве воспитанницы) жила Марта Скавронская (жена Иоганна Крузе по воле пастора Глюка), овдовевшая и ставшая любовницей и впоследствии женой первого российского императора Петра I. В 1724 году под именем Екатерина I была коронована на российский престол, став первой российской императрицей.
В 1687 году назначается пробстом в Кокенгаузене (Кокнесе).

### Пастор Глюк в России
25 августа 1702 года в ходе Северной войны и входом русских войск в Шведскую Ливонию пастор Глюк был пленён и перевезён в Псков, а 6 января 1703 года в Москву. Первые недели были тревожными, его держали как пленного в Китай-городе, в подворье Ипатьевского монастыря. Затем он был поселён в доме пастора Фагеция в Немецкой слободе, без караула, под расписку пастора.
В феврале 1703 года пленному пастору поручили обучать иностранным языкам нескольких русских детей в Москве, которым предстояла служба в Посольском приказе: троих братьев Веселовских — Авраама, Исаака и Фёдора Павловичей, для обучения немецкому, латинскому и другим языкам, затем передают для продолжения образования учеников Швимера в Немецкой слободе. Пётр I оценил знания и опыт Глюка и охотно поддержал его предложение об учреждении в Москве «большой школы» для юношей, в которой можно было бы учить не только иностранным языкам, но и риторике, философии, географии, математике, политике, истории и другим светским наукам.
Под школу Глюка был отведён дом № 11 по ул. Маросейка, принадлежавший не оставившему наследников боярину В. Ф. Нарышкину. В царском указе от 25 февраля 1705 года говорилось, что школа открывается для «общие всенародные пользы», для обучения детей «всякого служилого и купецкого чина людей… которые своею охотою приходить и в тое школу записываться станут». Чуть позже пастор Глюк добился присвоения своей школе статуса гимназии. По его замыслу, она должна была готовить не просто государственных служащих со знанием языков, а мыслящих, образованных людей, готовых продолжить образование в европейских университетах. Для своей школы он составил учебники на русском языке, пригласил иностранных учителей. Но 5 мая 1705 года он неожиданно умер, был похоронен на старом немецком кладбище в Марьиной роще (не сохранилось). После смерти Глюка в гимназии изучались лишь иностранные языки, а в 1715 году она была и вовсе закрыта. За время её существования было обучено 238 человек.
В. О. Ключевский описал гимназию так: «Гимназия Глюка была у нас первой попыткой завести светскую общеобразовательную школу в нашем смысле слова. Мысль оказалась преждевременной: требовались не образованные люди, а переводчики Посольского приказа».
Глюк принимал участие и в делах московской евангелической общины: в 1704 году он также был избран третейским судьёй для разбора споров, возникших среди членов общины. В Москве он занимался также переводами на русский язык Нового Завета и лютеранского катехизиса, а также составил одну из первых русских грамматик. Новый перевод Библии на русский язык был утрачен после смерти пастора.

## Семья
Глюк был женат на Христине Рейтерн (ум. 29 сентября 1740 года) и имел 2 сыновей и 4 дочерей:
- Христиан Бернард Глюк (1680—1735) был сначала учителем в московской школе отца, а потом камер-юнкером царевича Алексея Петровича и асессором и советником Камер-коллегии.
- Эрнст Готлиб Глюк (1698 (?) — 1767) — российский государственный деятель, вице-президент Юстиц-коллегии Лифляндских и Эстляндских дел.
- Агнета, замужем за майором Гранком.
- Христина, замужем за полковником фон Кошкуль.
- Елизавета (ум. 1757), наследница мызы Ая, статс-дама, замужем за адмиралом Никитой Петровичем Вильбоа.
- Маргарита, фрейлина цесаревны Елисаветы Петровны, жена Родиона Михайловича Кошелева.[5]

К дочерям Глюка императрица Екатерина относилась как к родным сёстрам и, щедро жалуя их, помогла им занять почётное место в обществе.
М. И. Пыляев утверждает, что шталмейстер Р. М. Кошелев и гофмейстер Д. А. Шепелев были женаты на родных сёстрах и даже дома в Петербурге выстроили рядом другом с другом.
В родословцах остзейского дворянства одна из дочерей пастора Глюка, именем Маргарита, показана женой последовательно двух братьев фон Фитингоф.